# Zygodon perichaetialis
Zygodon perichaetialis är en bladmossart som beskrevs av Theodor Carl Karl Julius Herzog 1909. Zygodon perichaetialis ingår i släktet ärgmossor, och familjen Orthotrichaceae. Inga underarter finns listade i Catalogue of Life.